# Torre Mocha del antiguo Palacio de los Marqueses de Guadalcázar
La Torre Mocha del antiguo Palacio de los Marqueses de Guadalcázar, también conocida simplemente como Torre Mocha, son los restos del edificio que en su día mandó construir don Diego Fernández de Córdoba y Portocarrero, I Marqués de Guadalcázar, como residencia y casa principal de la familia en el municipio cordobés de Guadalcázar. 
En la actualidad solo se conserva íntegramente uno de los dos torreones de la fachada principal del palacio, sin que haya trascendido el motivo de la desaparición del resto de estructuras. También se conserva el alzado del basamento de la otra torre, así como algunas molduras dispersas procedentes del edificio. Se trata de uno de los elementos patrimoniales más singulares y destacados de la comarca del Valle Medio del Guadalquivir, y de la provincia de Córdoba. El edificio está protegido con la máxima categoría de las leyes de patrimonio histórico, bajo la figura de BIC. La Torre Mocha es la sede del Museo de Ciencias Naturales de Guadalcázar tras su restauración desde el año 2003, con colecciones de mineralogía, gemología, paleontología y entomología.

## Historia
Don Diego Fernández de Córdoba y Portocarrero mandó edificar este palacio, en el que planeaba pasar los últimos años de su vida cuando finalizara su periplo por América (donde ostentó los cargos de Virrey de Nueva España, y posteriormente del Perú). Así pues, en una orden fechada el 8 de febrero de 1616. el marqués dispone el derribo de la anterior residencia señorial, de la que disponemos pocos datos, para que se inicien las obras del nuevo palacio. Las obras se prolongaron durante varios años, tanto es así, que la muerte sobrevino al marqués en 1630 cuando aún no se habían finalizado
Las dimensiones del palacio alcanzaban los 65 metros de longitud y 42 de fondo, estaba flanqueado por dos torres gemelas y su fachada principal estaba adornada por doce balcones con rejas. En su interior contaba con un patio claustrado, presidido por una doble galería con columnas de mármol de Génova, que servía para distribuir el resto de estancias
A partir del siglo XIX se tienen noticias de su mal estado de conservación.

## Galería

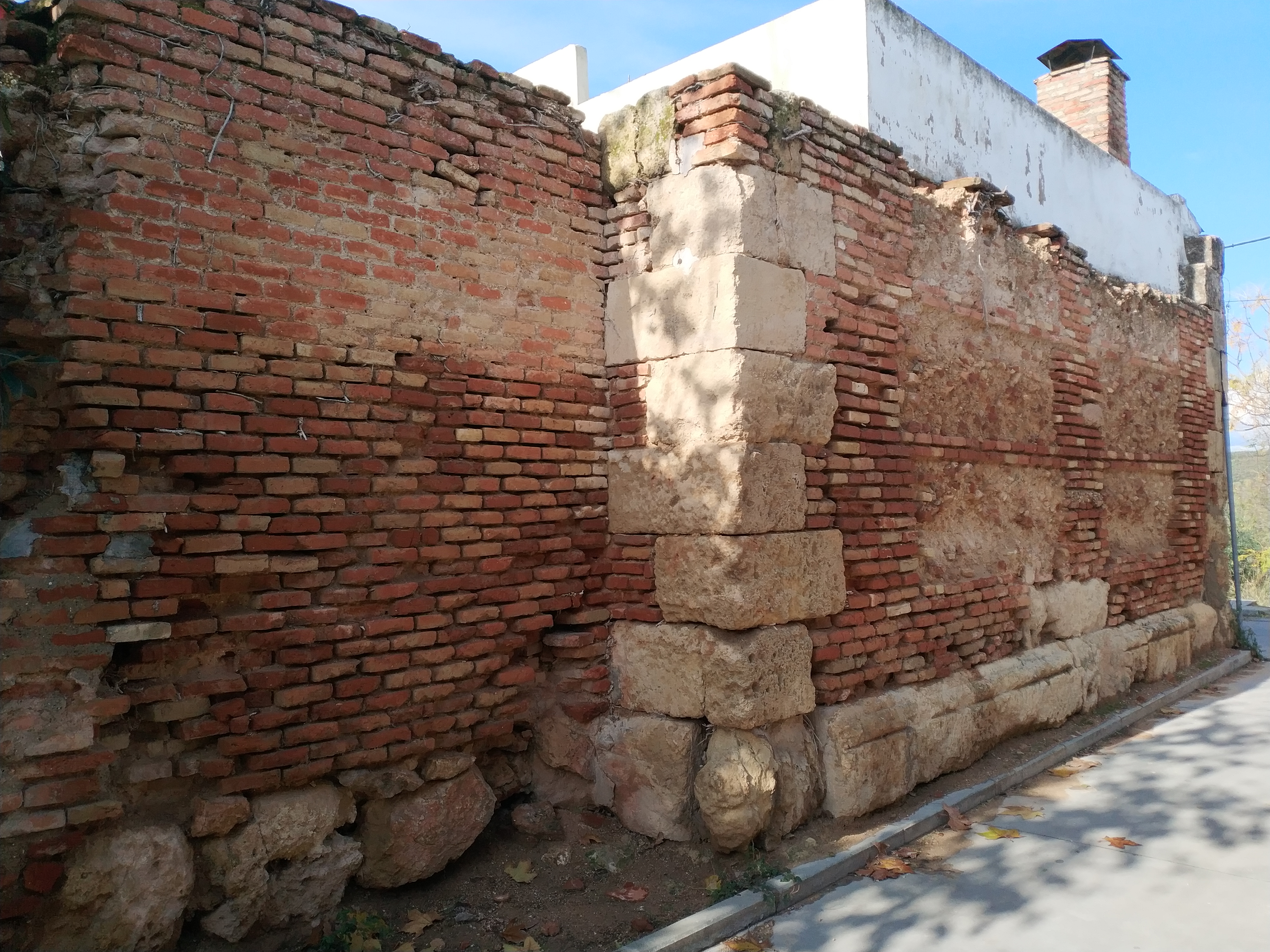
Restos de la otra torre.
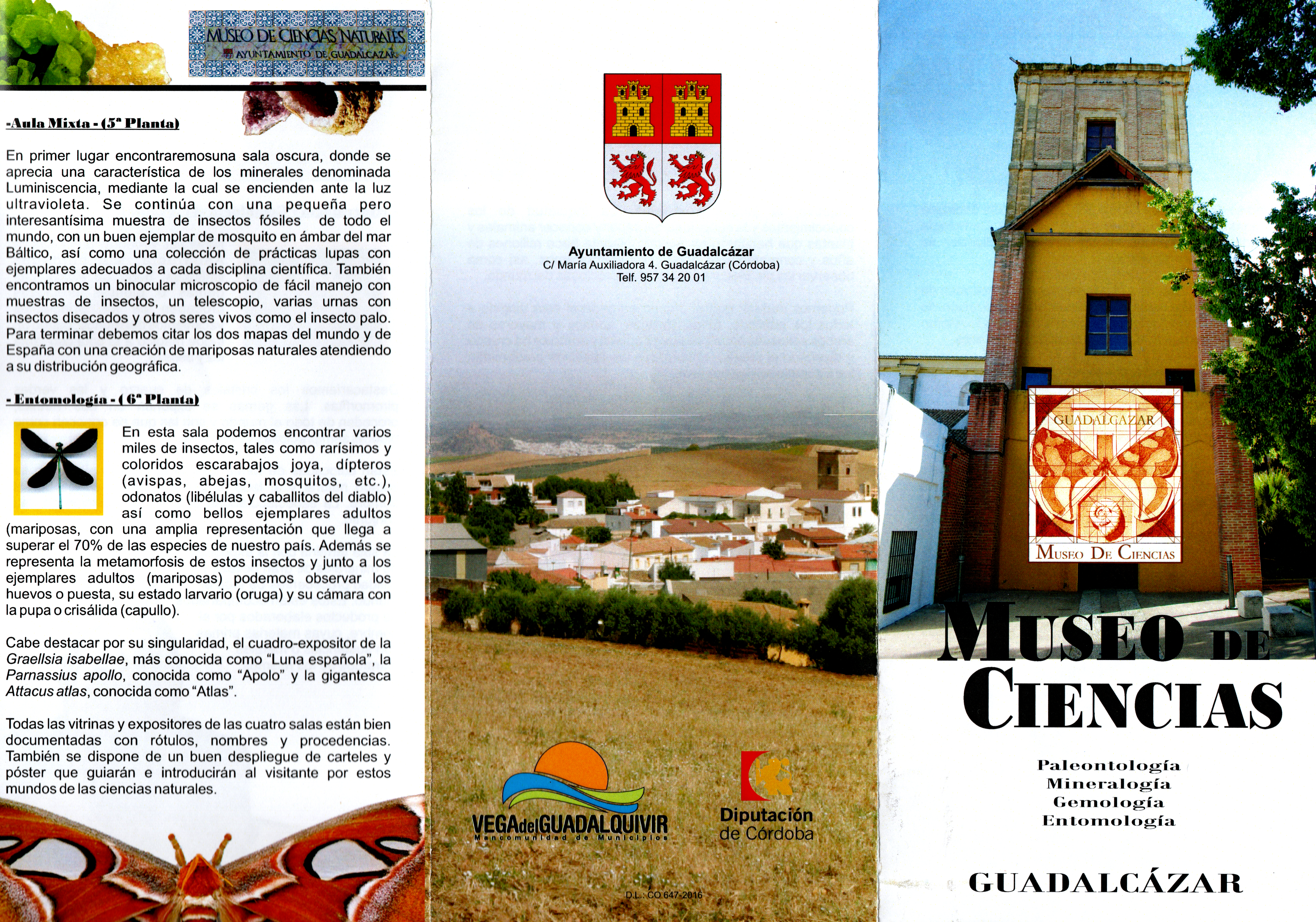
Portada de un folleto de promoción del Museo de Ciencias Naturales de Guadalcázar
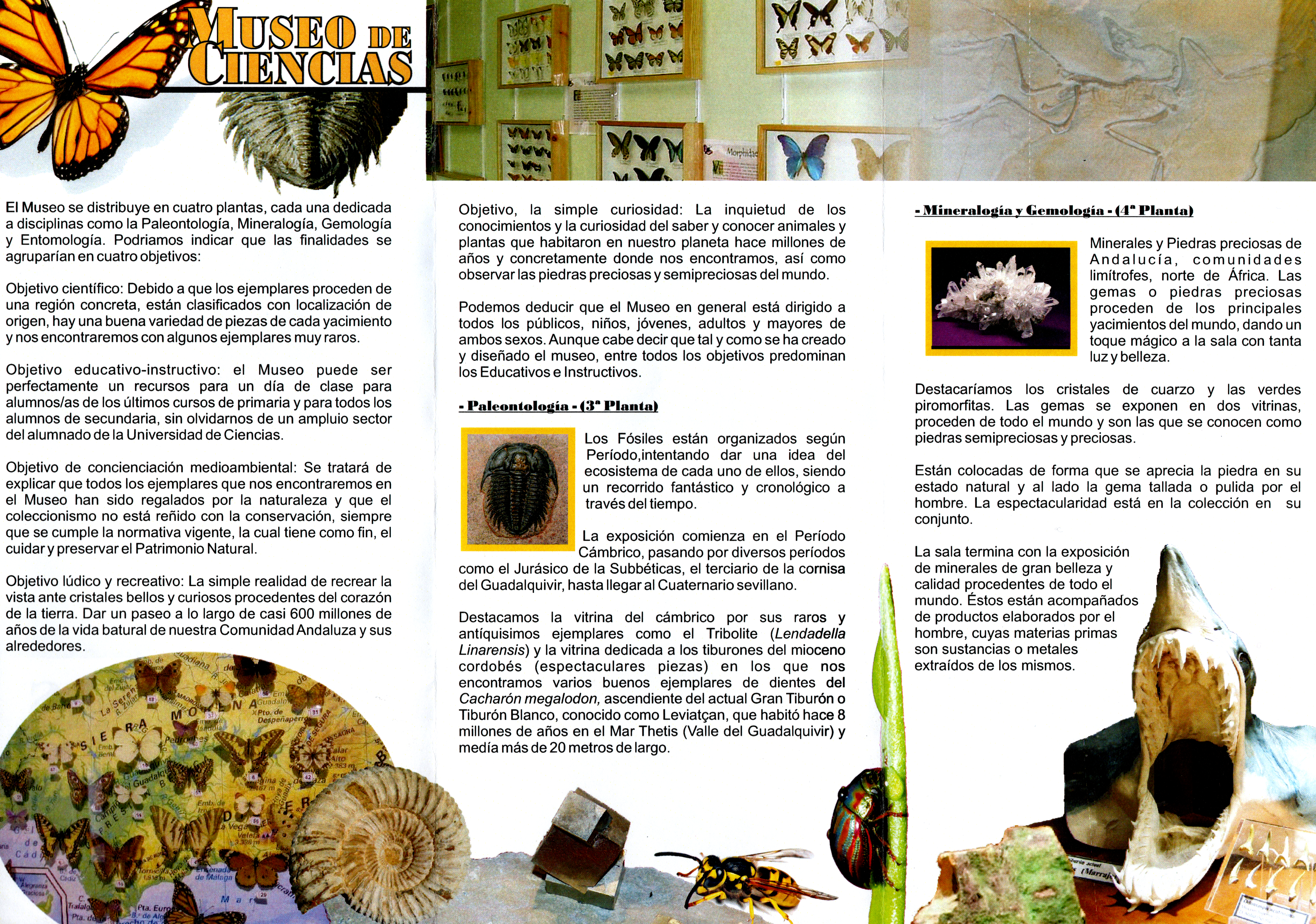
Contraportada de un folleto de promoción del Museo de Ciencias Naturales de Guadalcázar